# Sneeuwcotinga
De sneeuwcotinga (Carpodectes nitidus) is een zangvogel uit de familie Cotingidae (cotinga's).

## Verspreiding en leefgebied
Deze soort komt voor van zuidwestelijk Honduras tot westelijk Panama.

## Status
De grootte van de populatie is in 2019 geschat op 20.000-50.000 volwassen vogels. Op de Rode lijst van de IUCN heeft deze soort de status niet bedreigd.